# 相模原市立根小屋小学校
相模原市立根小屋小学校（さがみはらしりつ ねごやしょうがっこう）は、神奈川県相模原市緑区根小屋に存在する公立の小学校である。

## 沿革
- 1873年（明治6年）3月6日 - 功雲寺本堂を仮校舎として開校。
- 1874年（明治7年）7月 - 谷戸の北島織部氏宅へ仮校舎移転。
- 1878年（明治11年）2月17日 - 根小屋1457番地を敷地と定め校舎新築、開校式挙行。畑7畝22歩、島崎徳太郎氏寄付による。
- 1893年（明治26年） - 運動場の垣根を土堤に改め、その上に松を植樹。
- 1894年（明治27年）3月 - 校庭拡張（95坪借地）。
- 1914年（大正3年）5月 - 校舎新築。
- 1925年（大正14年）12月1日 - 校水道完成。
- 1938年（昭和13年）
  - 4月2日 - 裏山の木伐採、石井源兵衛氏（所有者）立会の下で、境界を定める。
  - 4月24日 - 同境に桧苗を植える。
- 1941年（昭和16年）4月1日 - 国民学校令により、神奈川県津久井郡串川村立東部国民学校と改称。
- 1947年（昭和22年）4月1日 - 学制改革により、神奈川県津久井郡串川村立東部小学校と改称。
- 1948年（昭和23年）5月5日 - 開校75周年記念式典挙行。PTA発足。
- 1951年（昭和26年）6月1日 - 校舎改築落成式挙行。
- 1955年（昭和30年）4月1日 - 昭和の大合併により、津久井町立根小屋小学校と改称。
- 1960年（昭和35年）4月27日 - 校歌制定。
- 1966年（昭和41年）5月 - この月から7月まで、串川地区小学校統合調査研究会が行われる。
- 1972年（昭和47年）
  - 7月7日 - プール完成、新校地決定。
  - 10月8日 - 創立百周年記念式典挙行。
- 1973年（昭和48年）3月5日 - 校旗制定創立百周年記念式典挙行。
- 1975年（昭和50年）6月28日 - 新校舎起工式挙行。
- 1976年（昭和51年）3月16日 - 新校舎落成。
- 1981年（昭和56年）11月25日 - 校舎増築（教室8、資料室3、外便所1）。
- 1985年（昭和60年）
  - 1月31日 - 屋内運動場竣工。
  - 3月31日 - 校庭西側に体育倉庫完成。
- 1990年（平成2年）3月20日 - 校庭に観察池の設置。
- 1998年（平成10年）8月31日 - 耐震工事完了。
- 1999年（平成11年）10月7日 - エアコン設置（職員室、校長室、保健室、事務室）。
- 2000年（平成12年）2月 - インターネット接続。
- 2002年（平成14年）
  - 4月24日 - スクールカウンセラー制度導入による相談室設営。
  - 10月4日 - 図書室パソコン化再開。
- 2003年（平成15年）
  - 1月9日 - 防犯ベル設置。
  - 2月3日 - パソコンルーム設置完了及び各教室と職員室にパソコン導入。
- 7月 - この月から翌月にかけて、新校舎ベランダ改修工事実施。
- 2004年（平成16年）
  - 1月7日 - クライミングロープ（遊具）改修。
  - 4月5日 - 県教委及び町教委委託により、健康・体力つくり拠点校になる。
- 2006年（平成18年）
  - 3月20日 - 平成の大合併により、相模原市立根小屋小学校と改称。
  - 7月21日 - この日から翌月にかけて、旧校舎アスベスト改修工事実施。
- 2007年（平成19年）1月10日 - 図書整理員制度導入。
- 2008年（平成20年）4月 - 給食受入員配置。
- 2009年（平成21年）
  - 5月 - 理科支援員配置。
  - 10月26日 - A棟トイレ改造工事完了。
- 2011年（平成23年）10月31日 - トイレ改造・改修工事完了。
- 2012年（平成24年）8月31日 -校下水の公共下水道への接続工事完了。
- 2013年（平成25年）
  - 4月 - 支援教育支援員配置。
  - 10月4日 - 教室緊急通報システム設置完了。
- 2014年（平成26年）8月31日 - 新校舎（東側）大規模改修終了。
- 2015年（平成27年）12月4日 - ラビットハウス撤去。雲梯を肋木横に移設。
- 2016年（平成28年）
  - 1月4日 - （遊具）校庭すべり台撤去、設置。
  - 1月25日 - 体育館ステージ・フロアの照明交換。
  - 3月29日 - 3学年と4学年の教室黒板前壁塗り替え。
  - 9月30日 - 校庭正門用門扉交換、体育館玄関三和土修理。
- 2017年（平成29年）
  - 3月15日 - 屋外トイレ工事完了。
  - 3月30日 - ブランコ安全柵工事完了。
- 2018年（平成30年）8月31日 - 西棟大規模改修終了し、教室エアコン設置。
- 2020年（令和2年）
  - 2月28日 - 屋内運動場改修終了。駐車場門の設置完了。
  - 8月21日 - この日から8月23日まで、校内LAN工事実施。
- 2021年（令和3年）
  - 2月13日 - 西棟校舎2階の「学習室」にエアコン設置。
  - 2月27日 - 自動水栓設置工事。

## 通学区域
- 相模原市緑区[1]
  - 太井（336番・347番2号・472番〜476番）
  - 中野（66番3号〜66番22号）
  - 根小屋（1番〜1923番・1937番〜1957番・1975番・1976番・2229番〜2478番・2480番〜2483番・2518番2号〜2522番・2543番2号〜2595番・2596番37号〜3027番）

## 進学中学校
- 相模原市緑区[2]
  - 相模原市立串川中学校

## 学校周辺
- 相模原市立串川東部保育園 - 敷地が隣接。また、進学前保育園のひとつ。
- 根小屋郵便局
- 串川ひがし地域センター
- 神奈川県道510号長竹川尻線

## アクセス
- 神奈川中央交通「ひがし会館」バス停下車後、徒歩約260m・約4分。
  - なお、「東金原」バス停の方が、直線距離で約120mと近いが、道路の関係で遠廻りとなる。